# Kompostwerk Lobau

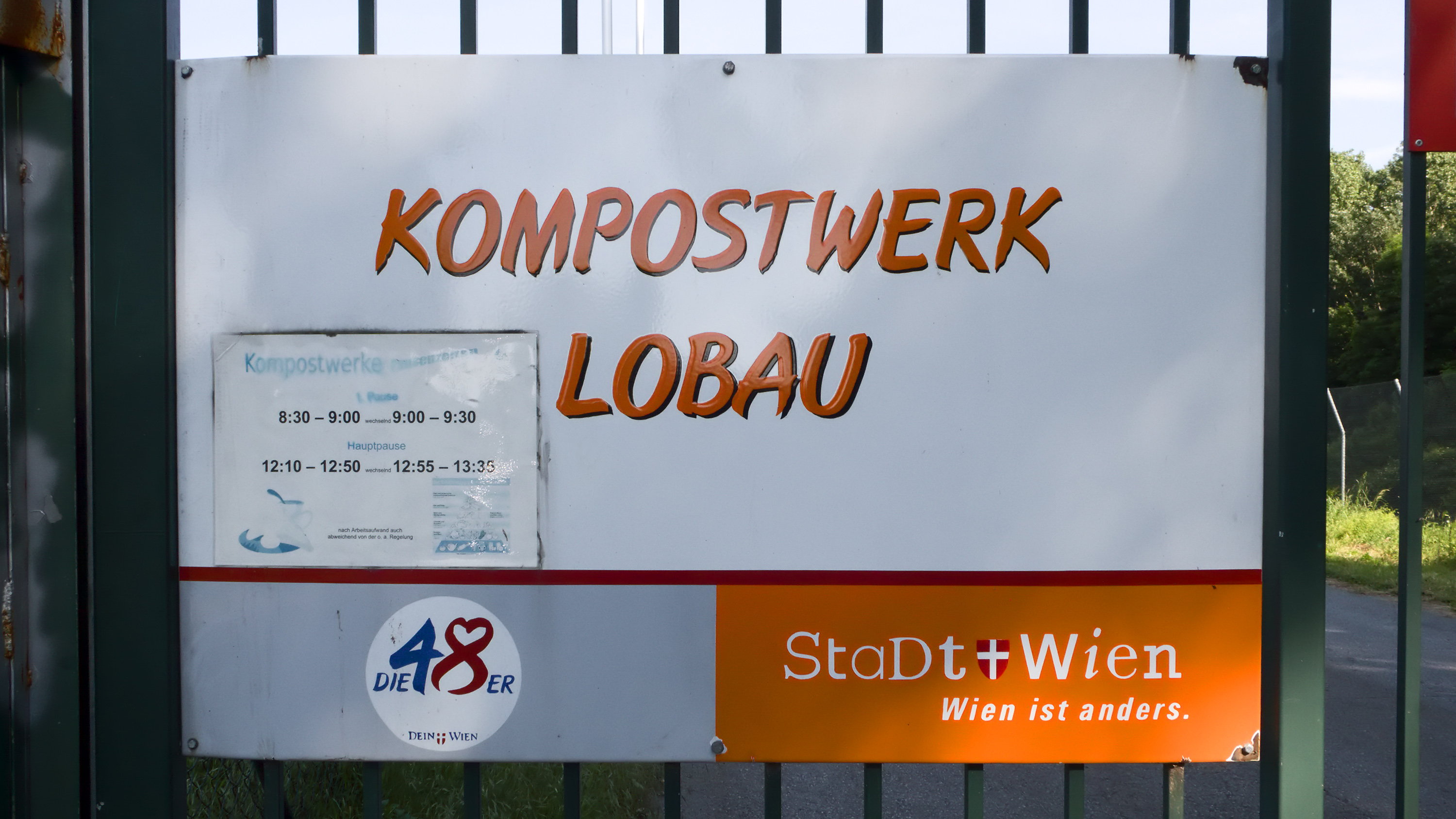
Kompostwerk Lobau

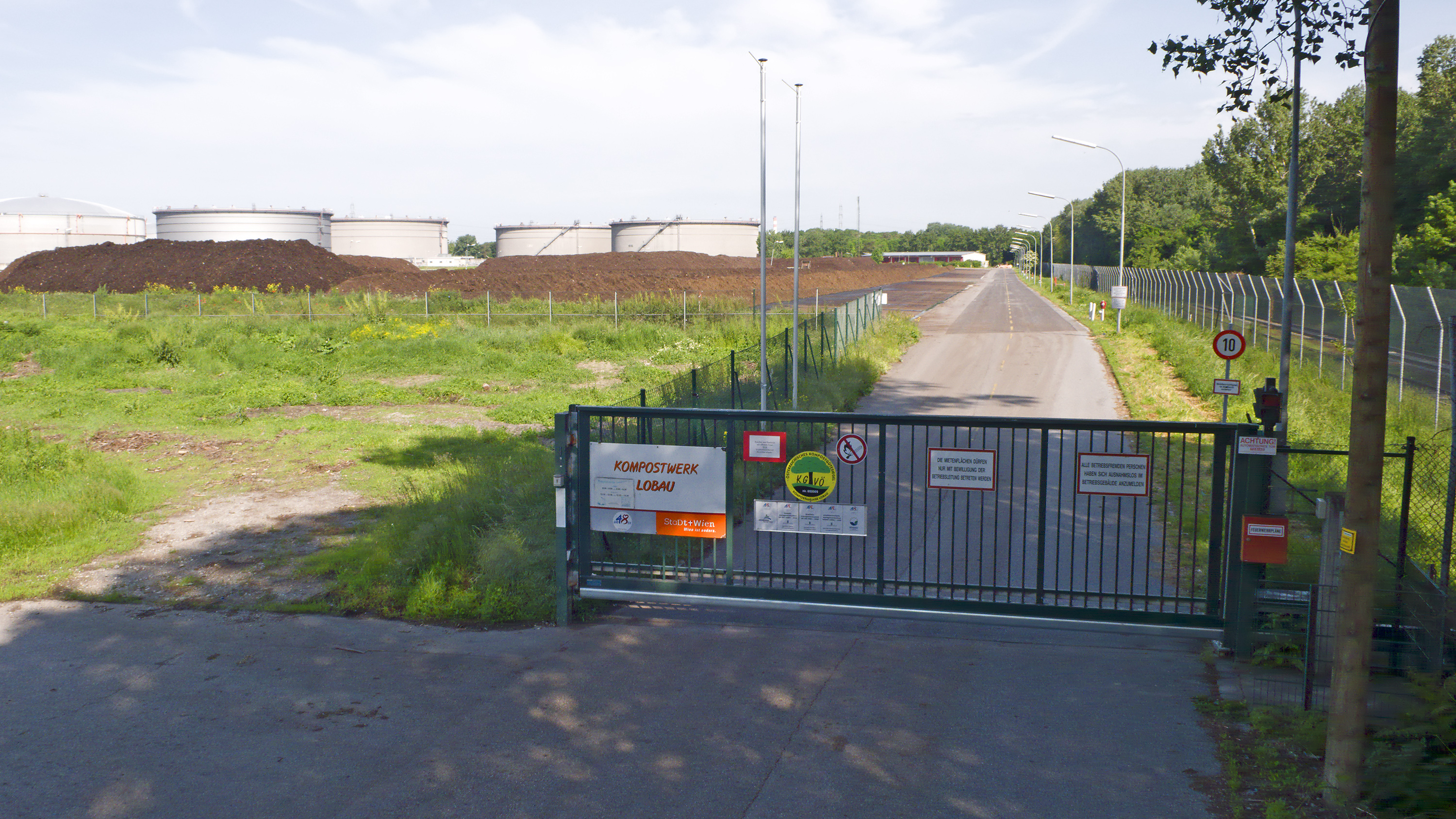
Einfahrt zum Kompostwerk

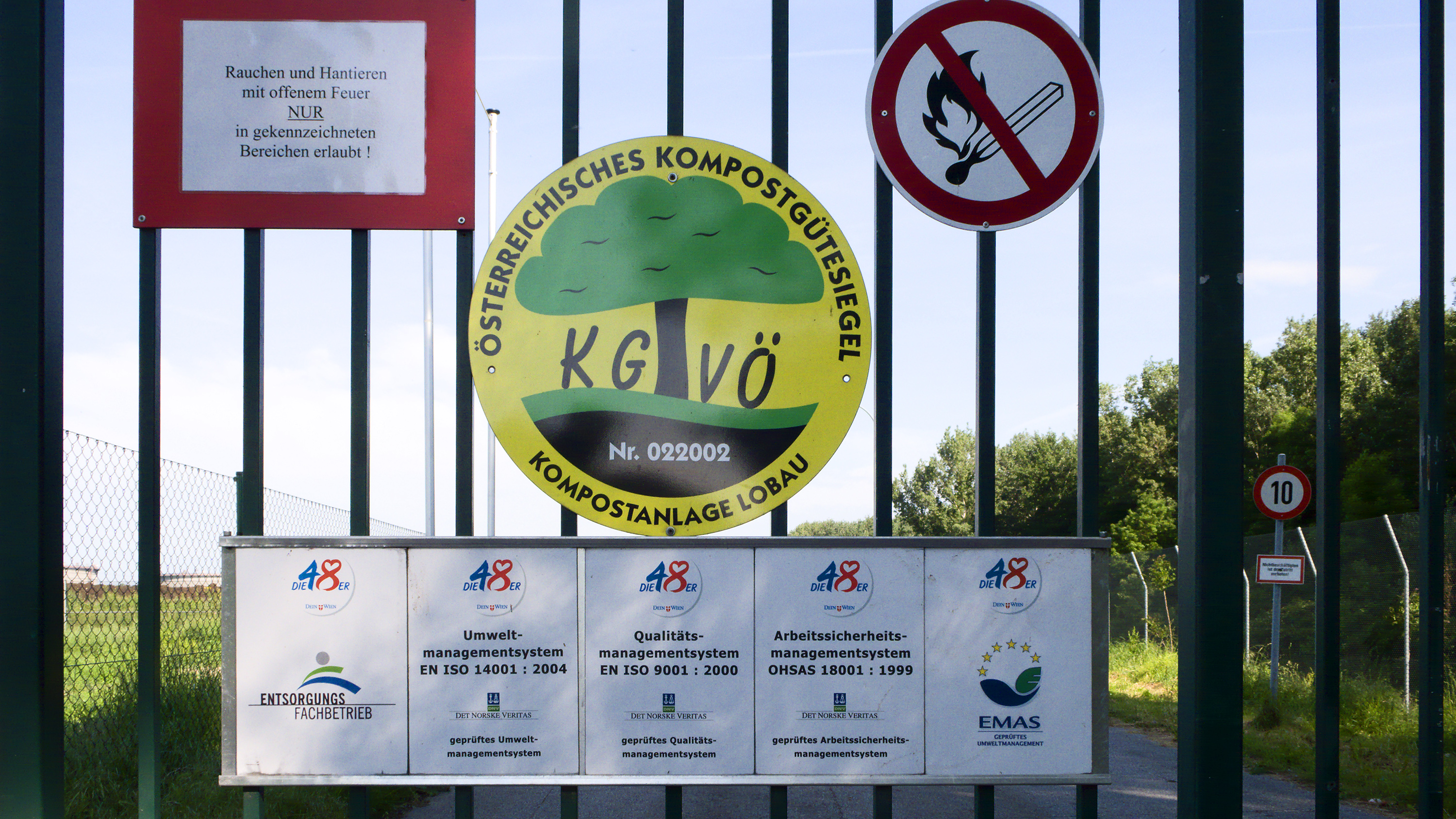
Schilder an der Einfahrt

Das Kompostwerk Lobau in Wien-Donaustadt ist die größte Kompostieranlage für getrennt gesammelte biogene Abfälle in Österreich und – zumindest 1993 – die größte derartige Anlage Europas. Gemeinsam mit dem Abfallbehandlungsanlage am Standort Rinter in der Percostraße und der Deponie Rautenweg ist es eine von drei Abfallbehandlungsanlagen in der Donaustadt.

## Rechtliche Grundlage
Am 1. Januar 1995 trat eine Verordnung des Bundesministers für Umwelt, Jugend und Familie in Kraft, der zufolge biogene Stoffe, die nicht vom Verursacher selbst verwertet werden, einer getrennten Sammlung bereitzustellen oder zu einer dafür vorgesehenen Sammelstelle zu bringen sind. (BGBl. Nr. 68/1992 idF BGBl. Nr. 456/1994)
Das Wiener Abfallwirtschaftsgesetz (Wr. AWG) (LGBl. Nr. 13/1994 idgF) sieht die stoffliche Verwertung von nicht vermeidbaren Abfällen vor,
- soweit dies ökologisch vorteilhaft und technisch möglich ist,
- die dabei entstehenden Mehrkosten im Vergleich zu anderen Verfahren der Abfallbehandlung nicht außer jedem Verhältnis stehen und
- ein Markt für die gewonnenen Stoffe vorhanden ist oder geschaffen werden kann.

Biogene Abfälle sind je nach Beschaffenheit stofflich oder energetisch zu verwerten.
Die Bereitstellung und Entleerung von Sammelbehältern für die getrennte Sammlung, die Führung der Abfallbehandlungsanlagen sowie Planung und Errichtung von Anlagen zur Verwertung von wieder verwertbaren Stoffen, einschließlich der Kompostierung sind laut Geschäftseinteilung der Stadt Wien Aufgaben der MA 48 – Abfallwirtschaft, Straßenreinigung und Fuhrpark.
Seit dem 1. September 2001 regelt die Kompostverordnung (BGBl. II Nr. 292/2001) die Qualitätsanforderungen an Komposte aus Abfällen, die Art und die Herkunft der Ausgangsmaterialien, die Kennzeichnung und das In-Verkehr-Bringen sowie das Ende der Abfalleigenschaft von Komposten aus Abfällen. Festgelegt wurden drei Qualitätsklassen, die anhand von Anforderungen an Ausgangsmaterialien und an Schwermetallgehalten eingeteilt wurden.
|               | Qualitätsanforderungen an das Endprodukt gemäß Kompostverordnung | Qualitätsanforderungen an das Endprodukt gemäß Kompostverordnung | Qualitätsanforderungen an das Endprodukt gemäß Kompostverordnung | Qualitätsanforderungen an das Endprodukt gemäß Kompostverordnung |
| ------------- | ---------------------------------------------------------------- | ---------------------------------------------------------------- | ---------------------------------------------------------------- | ---------------------------------------------------------------- |
| Schwermetalle | A+                                                               | A                                                                | B                                                                | B                                                                |
| mg/kg TM      | Grenzwert                                                        | Grenzwert                                                        | Grenzwert                                                        | Richtwert                                                        |
| Cadmium       | 0,7                                                              | 1                                                                | 3                                                                |                                                                  |
| Chrom         | 70                                                               | 70                                                               | 250                                                              |                                                                  |
| Quecksilber   | 0,4                                                              | 0,7                                                              | 3                                                                |                                                                  |
| Nickel        | 25                                                               | 60                                                               | 100                                                              |                                                                  |
| Blei          | 45                                                               | 120                                                              | 200                                                              |                                                                  |
| Kupfer        | 70                                                               | 150                                                              | 500                                                              | 400                                                              |
| Zink          | 200                                                              | 500                                                              | 1800                                                             | 1200                                                             |

In regelmäßigen Abständen hat der Komposthersteller eine Qualitätskontrolle durch eine externe und dazu befugte Fachperson oder Fachanstalt durchführen zu lassen. Außerdem besteht die Verpflichtung zur Führung eines lückenlosen Aufzeichnungs- und Dokumentationssystems.

## Geschichte
Bereits 1986 begann die Stadt Wien – ausgehend von Kleingartenanlagen und Siedlungsgebieten – durch das Aufstellen sogenannter „Biotonnen“ kompostierbare Abfälle getrennt vom Hausmüll zu sammeln und einer gesonderten Verwertung zuzuführen. Diese Sammlung wurde immer weiter über das gesamte Stadtgebiet ausgedehnt. Mit den anfangs geringen Mengen an biogenen Abfällen wurden erste Kompostierversuche im Rinterzelt, bzw. auf der Deponie Rautenweg unternommen.
Steigende Sammelmengen machten die Errichtung einer eigenen Kompostieranlage notwendig. Das dazu notwendige Grundstück mit über 77.000 Quadratmetern wurde von einem privaten Besitzer gemäß dem Beschluss des Wiener Gemeinderates vom 19. Juni 1991 in der Nähe des Öllagers Lobau im 22. Wiener Gemeindebezirk in der Lobgrundstraße gepachtet.
Seit dem 16. Mai 2002 ist das Kompostwerk Lobau zur Führung des Kompostgütesiegels berechtigt. Vergeben wird dieses vom Kompostgüteverband Österreich und wird vom Österreichischen Normungsinstitut anerkannt.
1993 wurde auf einem städtischen Grundstück in der Schafflerhofstraße das Kompostwerk Schafflerhof errichtet. Heute dient das Kompostwerk Schafflerhof zur Nachlagerung von fertigem Kompost und zur Vorbereitung von Ausgangsmaterialien für die Herstellung von Garten- und Blumenerden.

## Ausstattung
Das Kompostwerk Lobau verfügt über zwei jeweils etwa 26.000 Quadratmeter große befestigte Mietenflächen, unterirdische Auffangbehälter für Regen- und Sickerwasser (Fassungsvermögen rund 1.300 Kubikmeter) und ein offenes Wasserbecken. Das in diesen Speicherbehältern aufgenommene Wasser wird in die öffentliche Kanalisation abgeleitet. Das für den Betrieb notwendige Wasser wird über einen eigenen Nutzwasserbrunnen gewonnen.
Weiters befinden sich auf dem Areal des Kompostwerks Lobau ein Betriebsgebäude mit Labor, eine Garage mit eigener Werkstätte sowie eine Tankstelle. Zur Kontrolle der angelieferten beziehungsweise abtransportierten Mengen ist eine Wiegevorrichtung vorhanden.

## Verwertung
Zur Verwertung kommen biogene Abfälle, die von Privatpersonen auf den Wiener Mistplätzen abgeliefert oder in Biotonnen eingebracht werden, von der MA 42 – Wiener Stadtgärten und der MA 49 – Forstamt und Landwirtschaftsbetrieb der Stadt Wien oder von sonstigen Quellen angeliefert werden. Laub, das im Herbst in großen Mengen eingekehrt wird, wird je nach seiner Herkunft getrennt. Stammt es aus Gärten oder Parkanlagen, so kann es in geringen Mengen kompostiert werden. Das übrige Laub wird energetisch verwertet. Eine andere Art von saisonal anfallendem Biomüll stellen um den Jahreswechsel die ausgedienten Christbäume dar. Für diese Sammlung werden im Stadtgebiet rund 375 Christbaumsammelstellen eingerichtet.
Der gesammelte Biomüll wird an der Abfallbehandlungsanlage Standort Rinter (ehem. Rinterzelt) in der Bioabfallaufbereitungsanlage von Verunreinigungen gesäubert, durchmischt und mit Wasser versetzt. Von der Abfallbehandlungsanlage in der Percostraße 2 wird dieses Kompostrohmaterial per LKW zum Kompostwerk Lobau zur Kompostierung gebracht.
Als Hauptabnehmer des hier hergestellten Komposts treten hauptsächlich Dienststellen des Magistrats der Stadt Wien in Erscheinung. Und hier ist es vor allem die MA 49, die den Kompost zum großen Teil in ihren Landwirtschaftsbetrieben verwendet. Ein Verwaltungsabkommen zwischen der MA 48 und der MA 49 sichert die Abnahme und Ausbringung von 20.000 Tonnen bis 30.000 Tonnen Kompost auf Flächen, die vom Landwirtschaftsbetrieb der Stadt Wien bewirtschaftet werden.
Gratis abgegeben wird Kompost in „Haushaltsmengen“ (maximal 1/2 Kubikmeter pro Tag) an den Mistplätzen („Recyclinghöfen“) der Stadt Wien. Außerdem wird Kompost an private Abnehmer verkauft.
Seit 2009 wird der Wiener Kompost zur Herstellung von torffreien Garten- und Blumenerden verwendet und als Produkt unter dem Namen „Guter Grund“ verkauft.